# Burgos (Isabela)
Burgos (Filipino: Bayan ng Burgos) ist eine philippinische Stadtgemeinde in der Provinz Isabela, Verwaltungsregion II, Cagayan Valley. Sie hat 23.784 Einwohner (Zensus 1. August 2015), die in 14 Barangays lebten. Sie wird als Gemeinde der vierten Einkommensklasse auf den Philippinen und als teilweise urbanisiert eingestuft.  
Burgos liegt im westlichen Teil der Provinz, am Fuß des Gebirgsmassives der Cordillera Central, im Tal des Magat-Rivers. Sie liegt 382 km nördlich von Manila und ist über den Marhalika Highway erreichbar. Der nächste Flughafen liegt in Cauayan City, dieser wird von der Fluglinie Cebu Pacific viermal die Woche angeflogen. Ihre Nachbargemeinden sind Luna und Reina Mercedes im Süden, Gamu im Osten, Aurora, Roxas und San Manuel im Westen, Quirino im Norden.
Die Gemeinde wurde nach dem philippinischen Nationalhelden Jose Burgos benannt.

## Baranggays
| - Bacnor East - Bacnor West - Caliguian - Catabban - Cullalabo del Norte - Cullalabo del Sur - Dalig | - Malasin - Masigun East - Raniag - San Antonino - San Bonifacio - San Miguel - San Roque |

## Weblink
- Informationen der Philippine Statistics Authority über Burgos